# Borough du Vale of Glamorgan
Ne doit pas être confondu avec le borough de comté du Vale of Glamorgan, une zone principale en vigueur depuis le 1er avril 1996.
Le borough du Vale of Glamorgan (borough of Vale of Glamorgan en anglais) est une ancienne zone de gouvernement local de deuxième niveau du pays de Galles.
Créé au 1er avril 1974 au sein du comté du South Glamorgan par le Local Government Act 1972, il est aboli le 31 mars 1996 en vertu du Local Government (Wales) Act 1994. Avec une partie du borough de l’Ogwr, son territoire est constitutif du borough de comté du Vale of Glamorgan, institué à partir du 1er avril 1996.

## Géographie
Le territoire du borough relève du comté administratif du Glamorgan. Au 1er avril 1974, il constitue, avec le district de Cardiff, le comté du South Glamorgan, zone de gouvernement local de premier niveau créée par le Local Government Act 1972,.
Alors que le borough admet 105 172 habitants au recensement de 1981, 107 755 résidents sont comptabilisés lors du recensement de 1991. La superficie du territoire du borough est évaluée à 73 198 acres en 1978,,.

## Toponymie
Simplement défini par un ensemble de territoires par le Local Government Act 1972, le district prend le nom officiel de Vale of Glamorgan en vertu du Districts in Wales (Names) Order 1973, un décret en Conseil du 8 janvier 1973 pris par le secrétaire d’État pour le Pays de Galles,.
Ainsi, le borough tient son appellation de vale, synonyme de « vallée », et du Glamorgan, une région du sud du pays de Galles.

## Histoire
Le district du Vale of Glamorgan est érigé au 1er avril 1974 à partir des territoires suivants :
- le borough municipal de Barry ;
- le borough municipal de Cowbridge ;
- le district urbain de Penarth ;
- le district rural de Cardiff (sans les paroisses de Lisvane, de Llanfedw, de Llanedeyrn, de Llanilterne, de Pentryrch de Radyr, de St. Fagans de Rhydygwern, de Rudry, de Tongwynlais et de Van) ;
- et le district rural de Cowbridge, pour partie (sans les paroisses de Llanharan, de Llanharry, de Llanilid et de Peterston-super-Montem).

Alors que les différentes zones de gouvernement local sont abolies par le Local Government Act 1972, le statut de borough est conféré au nouveau district par un décret en Conseil du 13 novembre 1973, avec une entrée en vigueur au 1er avril 1974. Dès lors, il est permis à la zone de gouvernement local de s’intituler « borough du Vale of Glamorgan » (borough of Vale of Glamorgan en anglais) tandis que son assemblée délibérante prend le nom de « conseil de borough du Vale of Glamorgan » (Vale of Glamorgan Borough Council en anglais) au sens de la section 21 du Local Government Act 1972,.
Un décret en Conseil daté du 26 janvier 1994 altère les limites du territoire du borough : le Cardiff and Vale of Glamorgan (Areas) Order 1994, qui transfère des territoires entre le borough et la cité de Cardiff. Il entre en vigueur au 1er avril 1994. Il est aboli au 31 mars 1996 par le Local Government (Wales) Act 1994, son territoire relevant désormais du borough de comté du Vale of Glamorgan au sens de la loi,.

### Note
1. ↑  Au sens littéral, il peut être traduit en français par « borough du Val-du-Glamorgan ».